# Shedu
Le Shedu (Šēdu ; idéogramme ALAD) est un esprit protecteur de la Mésopotamie antique, d'essence divine, similaire au Lamassu et souvent associé à ce dernier ou cette dernière. 
Ce terme désigne une sorte d'ange gardien protégeant une personne, peut-être une représentation de sa force vitale (selon A. L. Oppenheim), ou bien un esprit protecteur défendant un temple, un palais, une ville. Son aspect est généralement non précisé dans les textes, et devait sans doute varier selon les époques et les lieux ; il s'agit peut-être d'une des figures de forme humaine qui sont souvent associées à des personnes en posture de dévotion dans les sceaux-cylindres. 
En Assyrie, dans les inscriptions royales, le terme Shedu, comme Lamassu, désigne les taureaux ou lions androcéphales ailés placés aux portes des palais royaux et temples afin de servir de protection magique contre les forces maléfiques.

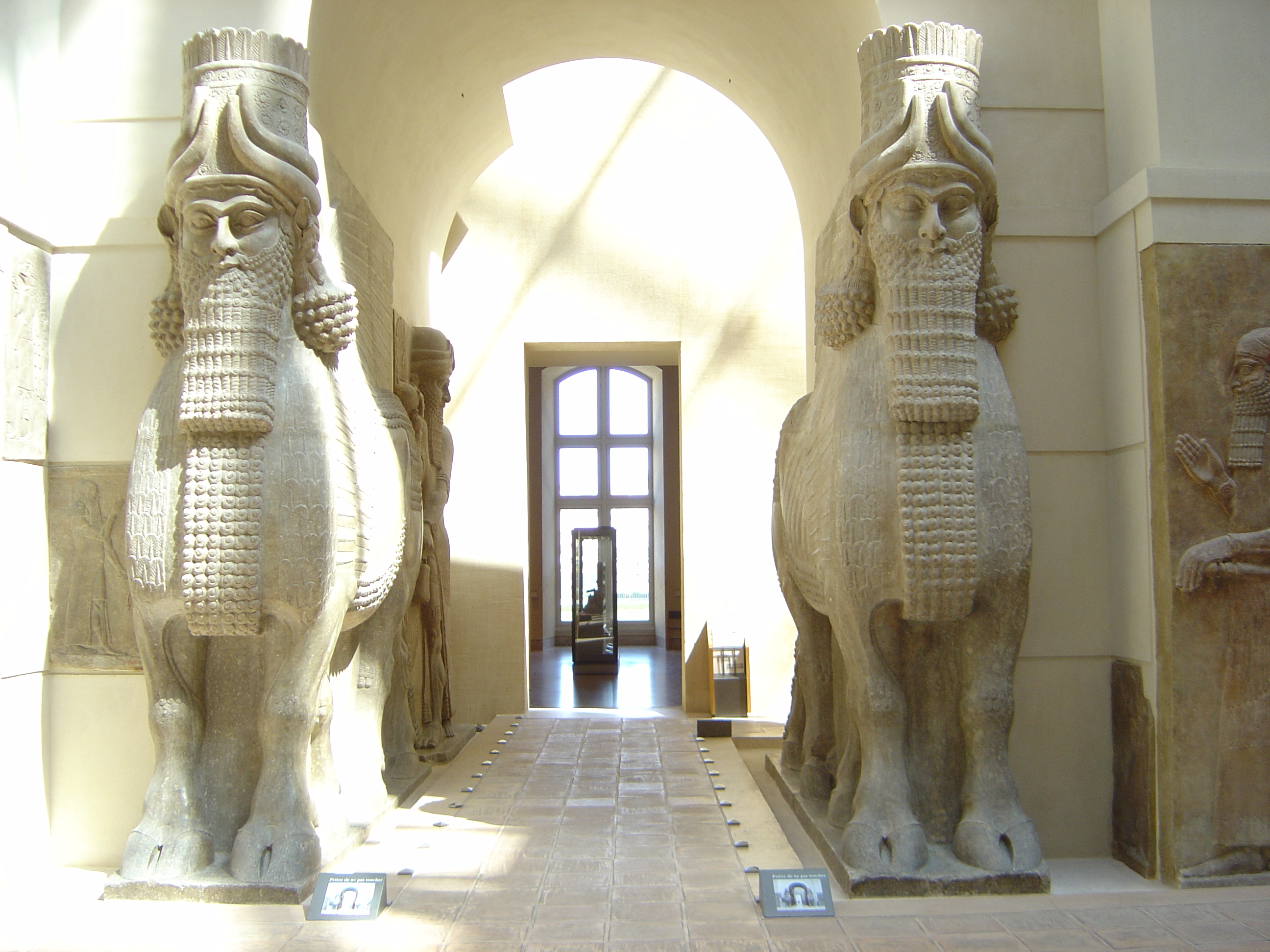
Une des portes de Dur-Sharrukin, Louvre
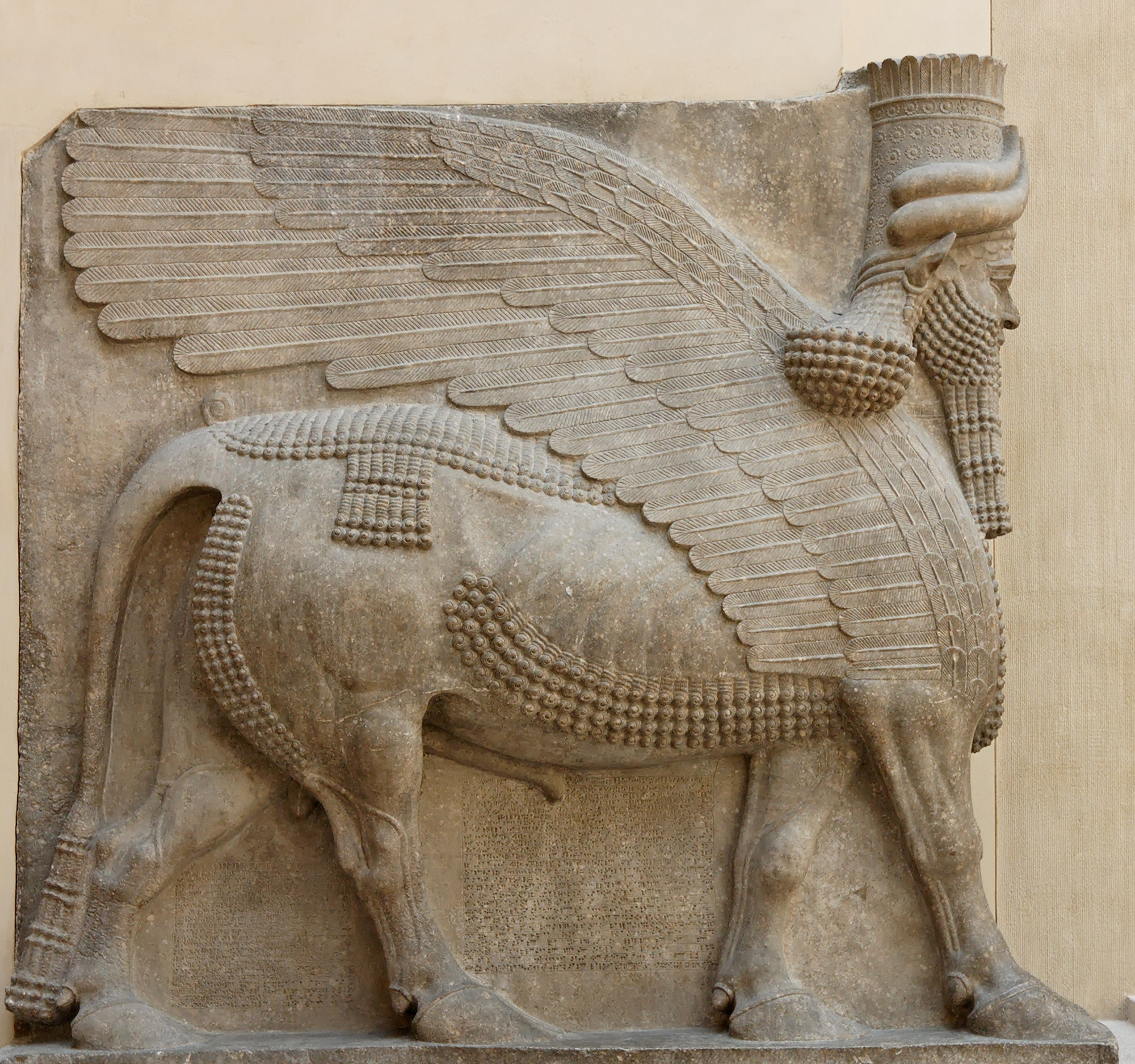
Bas-relief ornant la porte no 3 de Dur-Sharrukin, Louvre
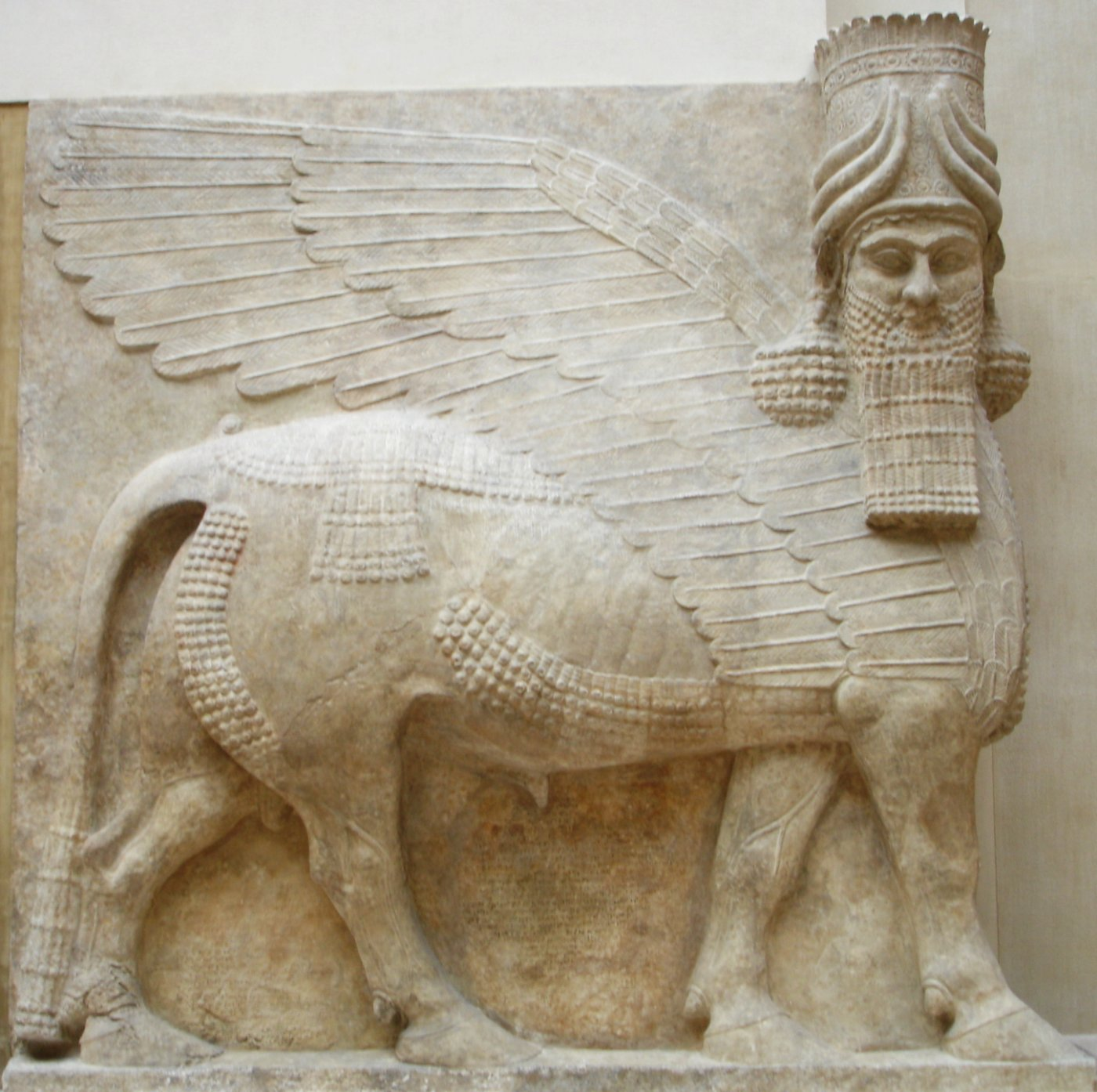
Bas-relief du palais bâti par Sargon II à Dur-Sharrukin